# De Woudhaven

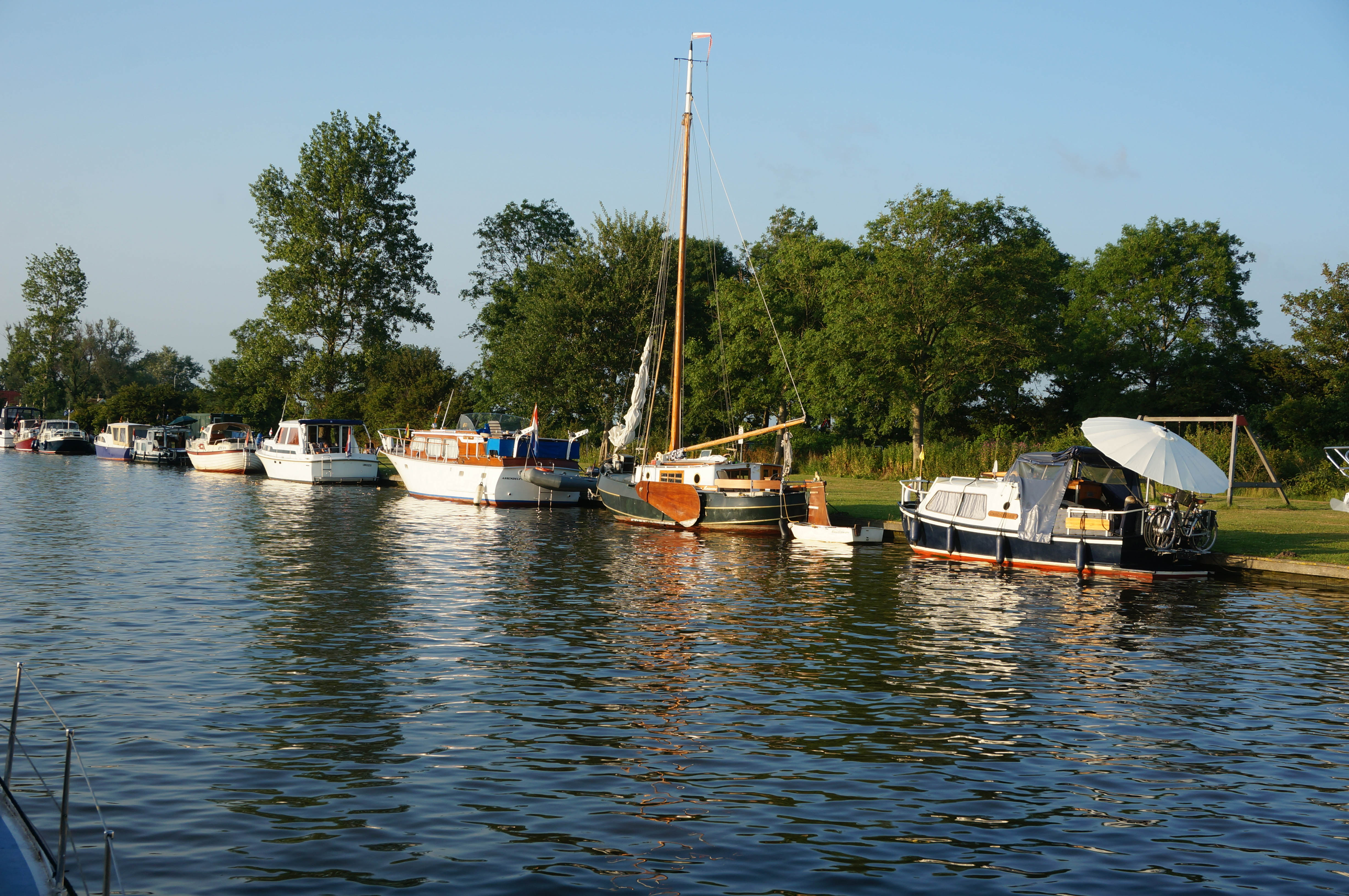
De Woudhaven oost

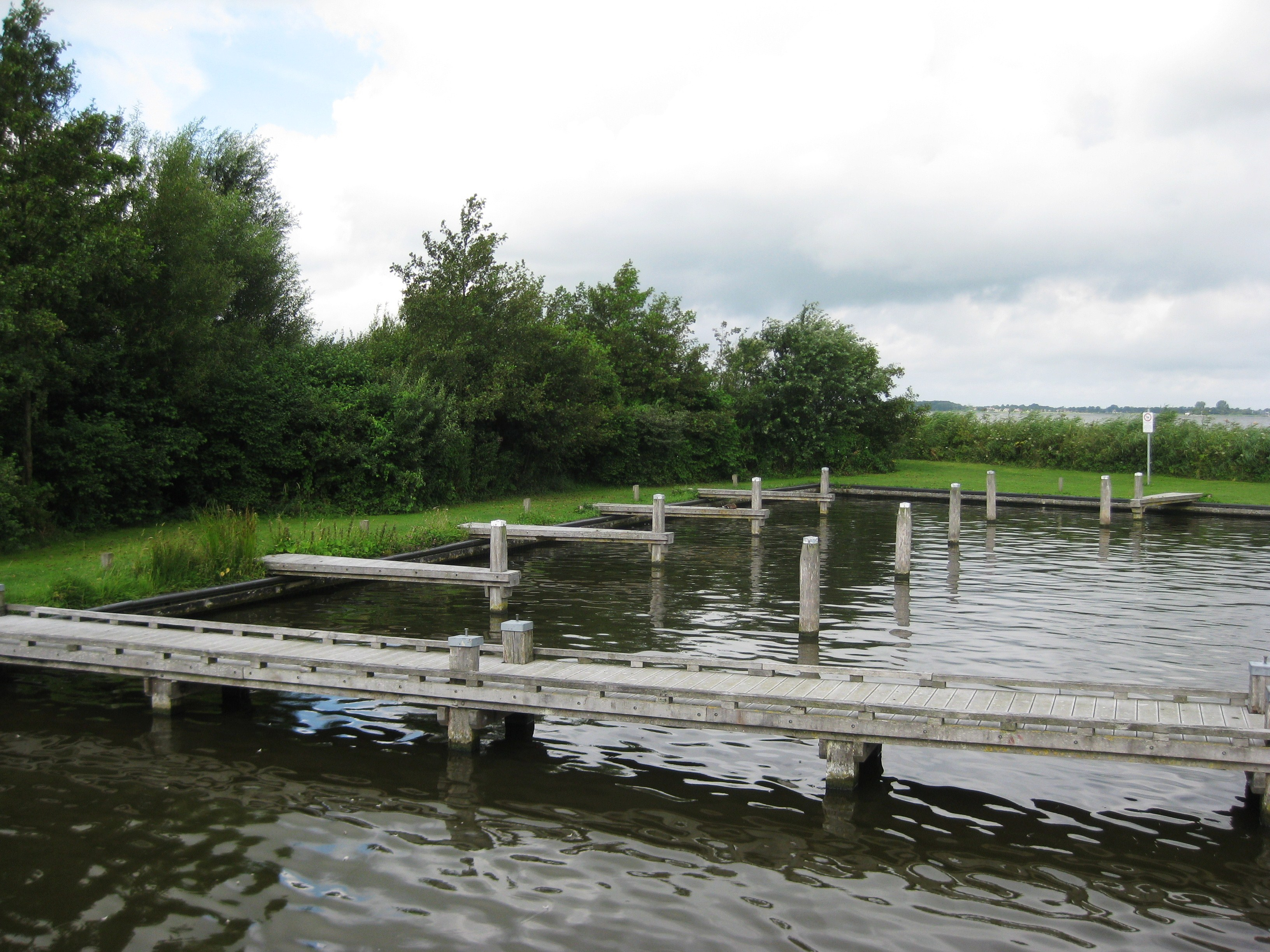
De Woudhaven west

De Woudhaven is een recreatiehaven aan de oostelijke rand van het Alkmaardermeer, nabij De Woude.
De haven bevindt zich aan de westelijke en oostelijke oever van de Markervaart.
Vooral in de weekenden tijdens het hoogseizoen is het er erg druk met pleziervaartuigen.
De voorzieningen bestaan uit een met gras begroeide aanlegkade aan de oostelijke oever en een steigerstelsel aan de westelijke oever dat zich op een eiland bevindt. Er is een drinkwaterinnamepunt en een vuilwaterstation op het eiland en aan de wegkant bevindt zich een snackbar.
De Woudhaven ligt aan de N246 en er is een grote parkeerplaats met direct daaraan gesitueerd een trailerhelling. Aan de noordelijke rand van de Woudhaven mondt de Markervaart uit in het Noordhollandsch Kanaal.